# Blacklight (logiciel)
Blacklight est un outil de découverte open source écrit en Ruby on Rails permettant de créer des interfaces avec l'outil d'indexation Apache Solr. Les bibliothèques peuvent utiliser le logiciel pour créer des dépôts institutionnels. Les musées et les Archives l'utilisent pour mettre en valeur les collections numériques. Il est aussi utilisé dans le cadre de projets de recherche d'informations. 

## Historique
L'Université de Virginie a commencé à développer Blacklight sur la base de son logiciel d'édition universitaire Collex, qui utilisait également Ruby and Rails et Solr. Les objectifs du projet consistaient notamment à améliorer l'expérience utilisateur par rapport aux systèmes OPAC contemporains, notamment en ce qui concerne le classement par pertinence, et à mettre en valeur les collections sous-utilisées de bibliothèques historiquement.

## Caractéristiques
Blacklight prend en charge la navigation par facettes, la recherche basée sur la pertinence, la mise en favori de documents, les URL permanents pour les documents. Il est relativement simple de personnaliser Blacklight, généralement en écrivant du code Ruby qui remplace le code Blacklight par défaut. Plusieurs plugins sont également disponibles pour Blacklight, notamment une extension pour les données géospatiales  un outil de création d'exposition numérique  et diverses fonctionnalités de recherche et d'interface utilisateur.

## Implémentations
- Parmi les premiers utilisateurs de Blacklight figurent des bibliothèques de l' Université de Virginie, de l'Université Stanford, de l'Université d'État de Caroline du Nord, de WGBH Open Vault et de l' Université du Wisconsin – Madison [9] ;
- L'Observatoire national de radioastronomie utilise Blacklight pour fournir un accès à des données sur les télescopes, les documents, les actes de conférence et les thèses[10] ;
- Le Consortium international de journalistes d'investigation a utilisé Blacklight avec Apache Tika pour parcourir les 11,5 millions de documents de Mossack Fonseca, connus sous le nom de Panama Papers[11].